# Буланова (річка)
Була́нова — річка в Полтавській області, права притока Ворскли. Тече територією Полтавського району. 
На її берегах — село Буланове.